# Victoria Silvstedt
Karen Victoria Silverstedt (ur. 19 września 1974 w Skelleftehamn) – szwedzka modelka, piosenkarka i aktorka. Związana z agencjami modelek w Sztokholmie, Mediolanie, Paryżu i Nowym Jorku. Top modelka domów mody: Chanel, Christian Dior, Givenchy, Valentino, Giorgio Armani i Loris Azzaro.

## Życiorys

### Wczesne lata
Urodziła się w Skelleftehamn, w gminie Skellefteå, w północnej Szwecji. Wychowywała się ze starszą siostrę i młodszym bratem w Bollnäs. Lubiła jeździć konno i chciała zostać weterynarzem.
Jej ojciec był kapitanem lokalnego klubu narciarskiego, w którym w wieku pięciu lat zaczęła trenować narciarstwo alpejskie. W 1989 zajęła czwarte miejsce w Mistrzostwach Szwecji w Narciarstwie Alpejskim Młodzieży, w turnieju slalomu gigantów wygranym przez Pernillę Wiberg. Kiedy miała 16 lat, uległa wypadkowi, który wymusił na niej porzucenie dalszej kariery narciarskiej.

### Kariera
W 1993 została potajemnie zgłoszona przez matkę i siostrę do konkursu Miss Szwecji, w którym ostatecznie zwyciężyła. Następnie została wysłana do Sun City w Południowej Afryce na wybory Miss World, w których dotarła do czołowej „dziesiątki”. Wkrótce została odkryta przez paryskiego agenta modelek. Rozpoczęła karierę w branży modowej, pracując dla wybrednych gigantów mody, takich jak Chanel, Christian Dior, Giorgio Armani, Givenchy, Loris Azzaro i Valentino. Została zauważona przez Hugh Hefnera, który zaprosił ją na sesję zdjęciową do magazynu „Playboy” w Los Angeles. W grudniu 1996 była „Dziewczyną miesiąca Playboya”, a następnie zdobyła tytuł „Dziewczyny roku Playboya”. W 1997 dostała jedną z najbardziej poszukiwanych umów modelek na świecie w reklamach firmy odzieżowej Guess. Jej zdjęcia zostały opublikowane na okładkach magazynów, takich jak „Glamour”, „GQ”, „Maxim” i „Vanity Fair”. W latach 2002–2006 corocznie znajdowała się na liście najseksowniejszych kobiet świata ogłoszonej przez magazyn „FHM”. Wystąpiła w reklamie Axe, Nike i Renault.
W 1999 rozpoczęła karierę piosenkarską od wydania albumu pt. Girl on the Run (wyd. EMI Music), który zajął pierwsze miejsce na liście sprzedaży European Billboard. Teledysk do jej singla „Hello Hey” dotarł na szczyt notowań w europejskim MTV. Debiutancki album promowała także singlami: „Rocksteady Love” (z Turbo B) i „Party Line”. W marcu 2025 z utworem „Love It!” zajęła ostatnie, szóste miejsce w półfinale programu Melodifestivalen 2025.
Pojawiła się gościnnie w operze mydlanej Melrose Place (1999), komedii sensacyjnej Afera poniżej zera (2001) z Lee Majorsem, komedii Morta Nathana Statek miłości (2002) z Cubą Goodingiem Jr., włoskiej komedii telewizyjnej Canale 5 Un Maresciallo in gondola (2002) z Deborą Caprioglio, brytyjskim mockumencie Tylko dla rekordu (Just for the Record, 2010) ze Stevenem Berkoffem, komedii romantycznej Heartbreaker. Licencja na uwodzenie (2010) u boku Romaina Durisa i Vanessy Paradis oraz francuskiej komedii telewizyjnej Petites Vacances à Knokke-le-Zoute (2009) z Miou-Miou. W 2004 wystąpiła w produkcji Off-Broadwayowskiej Pieces (of Ass) w Los Angeles.

## Życie prywatne
10 czerwca 2000 wyszła za dziennikarza i anchormana Chrisa Wragge, z którym rozwiodła się w 2009.

## Filmografia

### Filmy
| Rok  | Tytuł                                                | Rola                          | Reżyser                       |
| ---- | ---------------------------------------------------- | ----------------------------- | ----------------------------- |
| 1998 | Bejsbolo - kosz (BASEketball)                        | w roli samej siebie           | David Zucker                  |
| 1998 | Board Heads (Beach Movie)                            | Stephanie                     | John Quinn                    |
| 2000 | The Independent                                      | Blossom                       | Stephen Kessler               |
| 2000 | Ivans Xtc (Ivansxtc)                                 | Melanie                       | Bernard Rose                  |
| 2000 | Naken                                                | Rosita, kobieta w samochodzie | Torkel Knutsson               |
| 2001 | Afera poniżej zera (Out Cold)                        | Inga                          | Brendan Malloy, Emmett Malloy |
| 2001 | She Said I Love You                                  | w roli samej siebie           | Masashi Nagadoi               |
| 2002 | Cruel Game                                           | Ingrid                        | Masashi Nagadoi               |
| 2002 | Un maresciallo in gondola (TV)                       | Kim Dvorak                    | Carlo Vanzina                 |
| 2002 | Sting of the Black Scorpion (wideo)                  | Hourglass                     | Stanley Yung                  |
| 2002 | Statek miłości (Boat Trip)                           | Inga                          | Mort Nathan                   |
| 2003 | La mia vita a stelle e strisce                       | Wendy                         | Massimo Ceccherini            |
| 2003 | Ostatni wyścig (The Last Race, film krótkometrażowy) | kobieta diabła                | Christopher Litten            |
| 2007 | Matrimonio alle Bahamas                              | Patricia Di Giacomo           | Claudio Risi                  |
| 2008 | Un'estate al mare                                    | Eva                           | Carlo Vanzina                 |
| 2009 | Petites Vacances à Knokke-le-Zoute (TV)              | Ingeborg                      | Yves Matthey                  |
| 2001 | Heartbreaker. Licencja na uwodzenie (L'arnacoeur)    | dziewczyna w kabriolecie      | Pascal Chaumeil               |
| 2001 | Just for the Record                                  | Sarah Freidreichs             | Steven Lawson                 |

### Seriale TV
- 1993: Strzelające gwiazdy (Shooting Stars) w roli samej siebie
- 1996: Playboy: Playmate Profile Video Collection Featuring Miss December 1996, 1993, 1990, 1987
- 1997: Oddville, MTV w roli samej siebie
- 1998: Taste of Playboy: Personalities Volume 1, A - dziewczyna roku 1997
- 1998: Sin City Spectacular w roli samej siebie
- 1999: Unhappily Ever After jako Brandi
- 1999: Melrose Place jako Ingrid
- 1999: Malibu, CA jako Inga
- 1999: Piżama party (Playboy: Playmate Pajama Party) w roli samej siebie
- 2000: Bodyguards - Guardie del corpo w roli samej siebie
- 2000: Playboy: Playmates Bustin' Out w roli samej siebie
- 2000-2001: Nagi patrol (Son of the Beach) jako Eva Rommel
- 2001: Playboy: Playmates On the Catwalk w roli samej siebie
- 2001: Black Scorpion jako Hourglass
- 2002: Playboy: Prime Time Playmates w roli samej siebie
- 2003: Playboy's 50th Anniversary Celebration w roli samej siebie
- 2003: Ocean Ave. jako detektyw Johanna Marsden
- 2009: Bob Ghetto
- 2012: Sosie! Or Not sosie? jako Pamela Beach
- 2013: Nos chers voisins jako Kelly, nowa towarzyszka byłego męża Karine

## Dyskografia

### Album
- 1999: Girl On The Run

### Single
- 1999: „Hello Hey”
- 1999: „Rocksteady Love” z Turbo B
- 1999: „Party Line”
- 2010: „Saturday Night”